# John McNally (pugile)
John McNally (Belfast, 3 novembre 1932 – Belfast, 4 aprile 2022) è stato un pugile nordirlandese che ha combattuto, da dilettante, per i colori della nazionale irlandese.

## Palmarès da dilettante

### Olimpiadi
- Argento a Helsinki 1952 nei pesi gallo.

### Europei - Dilettanti
- Bronzo a Varsavia 1953 nei pesi gallo.

## Carriera da professionista
John McNally ha esordito come professionista nel 1954. Ha combattuto 25 match nei pesi leggeri, tutti all'interno dei confini del Regno Unito, essendo residente a Belfast, tranne uno a Dublino. Si è ritirato il 6 marzo 1961 con un bilancio di 14 vittorie (6 prima del limite), 9 sconfitte (6 prima del limite) e due pari.